# Letcher (Dakota del Sud)
Letcher è un comune (town) degli Stati Uniti d'America della contea di Sanborn nello Stato del Dakota del Sud. La popolazione era di 173 abitanti al censimento del 2010.
Letcher prende questo nome in onore di O. T. Letcher, un proprietario di terreni locali.

## Geografia fisica
Letcher è situata a 44°00′27″N 97°55′24″W (44.007512, -97.923379).
Secondo lo United States Census Bureau, la città ha una superficie totale di 1,69 km², dei quali 1,6 km² di territorio e 0,1 km² di acque interne (5,67% del totale).
A Letcher è stato assegnato lo ZIP code 57359 e lo FIPS place code 36620.

## Società

### Evoluzione demografica
Secondo il censimento del 2010, la popolazione era di 173 abitanti.

### Etnie e minoranze straniere
Secondo il censimento del 2010, la composizione etnica della città era formata dal 100% di bianchi, lo 0% di afroamericani, lo 0% di nativi americani, lo 0% di asiatici, lo 0% di oceanici, lo 0% di altre etnie, e lo 0% di due o più etnie. Ispanici o latinos di qualunque etnia erano lo 0% della popolazione.